# Арсланов, Тимур Фаритович
Тимур Фаритович Арсланов (род. 2 января 1991 года в Уфе, БАССР ( ныне Республика Башкортостан) — российский фехтовальщик на рапирах. Член юношеской (2007), национальной (2014) сборной команды России по фехтованию. Мастер спорта России (2007) по фехтованию, чемпион Европы в командой рапире (2018). Финалист Чемпионата России (2013). Победитель (2010), серебряный призёр (2012) кубка России среди мужчин. Победитель первенства Европы среди молодежи (2014).
Воспитанник СДЮСШОР № 19 (первый тренер — Ф. Я. Арсланов), республиканской школы-интерната спортивного профиля № 5, спортсмен-инструктор СДЮСШОР № 19 Уфы (тренеры — Л. Р. Грушина, Р. Р. Насибуллин).
Студент Башкирского института физической культуры.
Лауреат Президентской стипендии (2007 г.) (Указ «О назначении стипендий Президента Республики Башкортостан для особо одаренных учащихся в 2007—2008 учебном году».

## Спортивные результаты
Начал заниматься в 1999 году
В личном зачёте
- серебряный призёр первенства России (2007, 2008) среди юношей
- двукратный победитель (2008), бронзовый призёр (2009) первенства России
- бронзовый призёр этапа кубка мира (2009) бронзовый призёр первенства Европы (2008, 2010) среди юниоров
- серебряный призёр первенства России (2011) среди молодежи.

В командном зачёте
- победитель (2007, 2008 гг.), серебряный призёр (2006, 2007 гг.) первенства России
- бронзовый призёр первенства мира (2009) среди юношей (команда — Арсланов, Дробышев, Жеребченко, Комиссаров)
- победитель (2007, 2008, 2009, 2010 гг.), серебряный (2008), бронзовый (2010, 2011 гг.) призёр первенства России
- серебряный призёр первенства Европы (2008) среди юниоров (команда — Арсланов, Жеребченко, Комиссаров, Куц)
- победитель и серебряный призёр первенства России (2011) среди молодежи
- победитель (2010), серебряный призёр (2012) кубка России среди мужчин.